# Mistaken Point

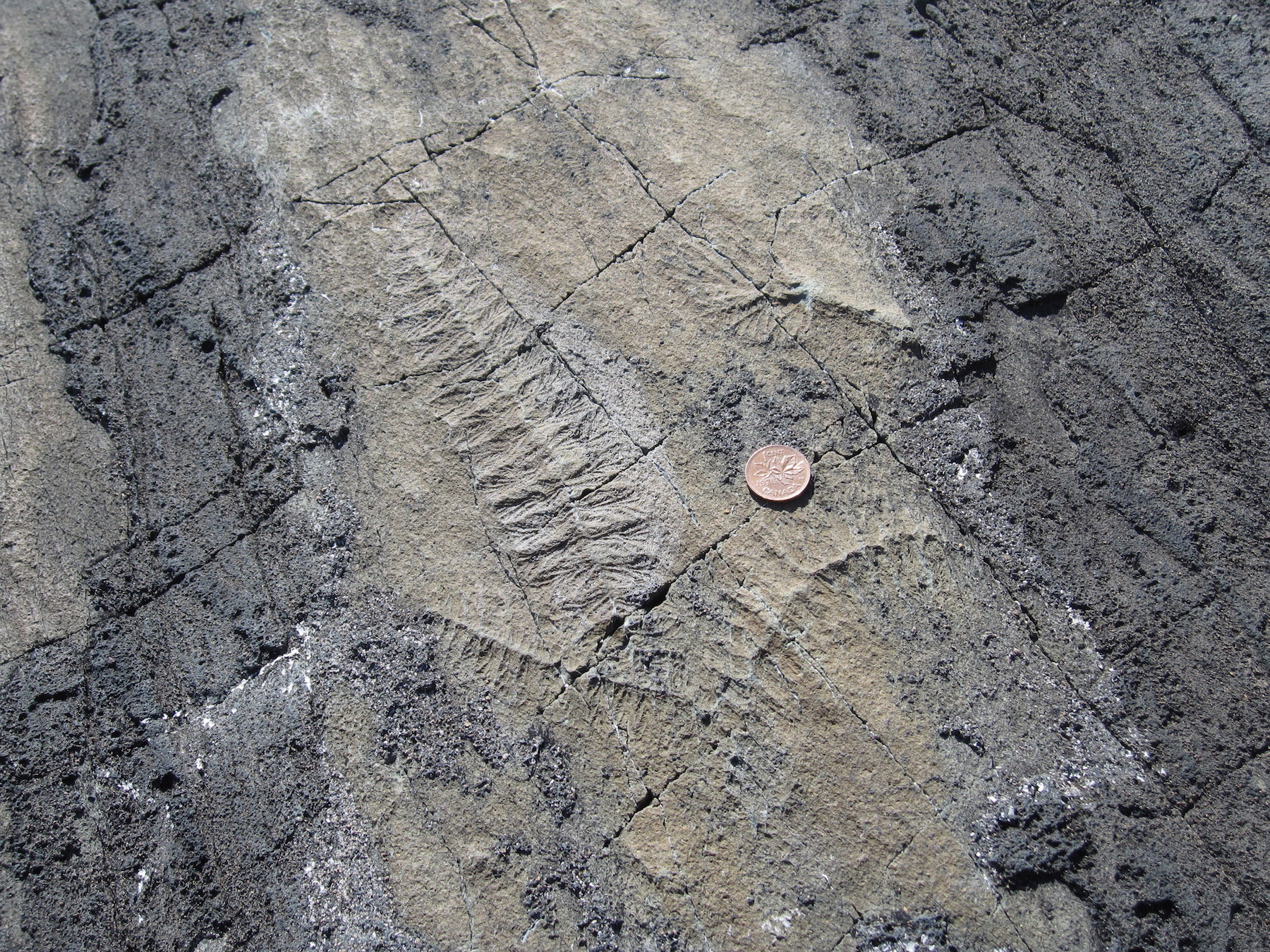
Foszíliák

A Mistaken Point egy kis földnyelv Kanadában az Újfundlandhoz tartozó Avalon-félszigeten.

## Elnevezés
A földnyelv, mely magyarul ’eltévesztett pont’-ot jelent, onnan kapta nevét, hogy ködös időben a hajósok gyakran összetévesztették a Race-fokkal. Azon tengerészek, akik ebbe a tévedésbe esnek, északra fordulnak, abban a tudatban, hogy elérték a Race-fokot és veszélyes sziklákra futnak.

## Ökológia rezervátum
A földnyelv ad otthont a Mistaken Point Ecological Reserve ökológiai rezervátumnak, ahol a prekambriumi fosszíliák eddig ismert legszerteágazóbb és legjobban megőrzött gyűjteményét találták. A lelőhelyet S.B. Mistra tárta fel először 1967-ben.
A lelőhely gyorsan elismertségre tett szert az 1980-as évek közepén, mint az Észak-Amerikában található legősibb Metazoa-fosszíliák és a világ legősibb mélytengeri fosszíliáinak a lelőhelye. A part egy 5 kilométeres szakaszát 1987-ben ökológiai rezervátumnak nyilvánították. Kutatások megállapították, hogy a Mistaken Point-i bióta a világon ismert legrégebbi edicariumi fosszíliákat képviseli, melyek valójában a legősibb, legnagyobb és felépítésükben legösszetettebb organizmusok a Föld történetében. Az ökológia rezervátum miatt 2004-ben felkerült a helyszín az UNESCO világörökség javaslati listájára.

## Fordítás
- Ez a szócikk részben vagy egészben a  Mistaken Point, Newfoundland and Labrador című angol Wikipédia-szócikk ezen változatának fordításán alapul.  Az eredeti cikk szerkesztőit annak laptörténete sorolja fel. Ez a jelzés csupán a megfogalmazás eredetét és a szerzői jogokat jelzi, nem szolgál a cikkben szereplő információk forrásmegjelöléseként.

## Külső hivatkozások
- Queens University research
- Mistaken Point faunája
- The Origin and Early Evolution of Animals
- Localities of the Vendian: Mistaken Point, Newfoundland